# Nomura Tojokazu
Nomura Tojokazu (川口 孝夫; Hepburn: Nomura Toyokazu; Kórjó, 1949. július 14. –) olimpiai és világbajnok japán cselgáncsozó. Az 1972. évi nyári olimpiai játékokon aranyérmet szerzett váltósúlyban, az 1973-as cselgáncs-világbajnokságon szintén aranyérmes volt.

## Élete és pályafutása
Nomura cselgáncsozó családba született, édesapjának dódzsója volt, bátyja pedig Hoszokava Sindzsi olimpiai bajnok edzője. Unokaöccse, Nomura Tadahiro háromszoros olimpiai bajnok cselgáncsozó.
Nomura a Tenri Egyetemen tanult, majd egy reklámügynökségnél kezdett el dolgozni, ahol a helyi cselgáncsklubot is vezette. Rájött azonban, hogy nem akar irodában dolgozni, így a versenyzéstől való visszavonulását követően középiskolai tanár lett Vakajama prefektúrában, ahol cselgáncsot is oktat.

### Olimpiai szereplése
| Csoport | Selejtező         | 1. forduló        | 2. forduló                                 | 3. forduló               | 4. forduló                  | Vigaszág 1. forduló | Vigaszág 2. forduló | Vigaszág 3. forduló | Elődöntő                    | Döntő                       | Helyezés |
| Csoport | Ellenfél Eredmény | Ellenfél Eredmény | Ellenfél Eredmény                          | Ellenfél Eredmény        | Ellenfél Eredmény           | Ellenfél Eredmény   | Ellenfél Eredmény   | Ellenfél Eredmény   | Ellenfél Eredmény           | Ellenfél Eredmény           | Helyezés |
| ------- | ----------------- | ----------------- | ------------------------------------------ | ------------------------ | --------------------------- | ------------------- | ------------------- | ------------------- | --------------------------- | --------------------------- | -------- |
| B       |                   | erőnyerő          | Vang Zsung-hszi (Wang Jong-She) (ROC) · GY | Hetényi Antal (HUN) · GY | Antoni Zajkowski (POL) · GY |                     |                     |                     | Anatolij Novikov (URS) · GY | Antoni Zajkowski (POL) · GY |          |

## Fordítás
- Ez a szócikk részben vagy egészben  a   Toyokazu Nomura című angol Wikipédia-szócikk fordításán alapul.  Az eredeti cikk szerkesztőit annak laptörténete sorolja fel. Ez a jelzés csupán a megfogalmazás eredetét és a szerzői jogokat jelzi, nem szolgál a cikkben szereplő információk forrásmegjelöléseként.